# Mena de municipi de Võru
Võru Parish (en estonià: Võru vald) és una municipalitat rural d'Estònia, al Comtat de Võru. Tenia una població de 4.770 habitants (a data d'1 de gener de 2009) i una àrea de 202,23 km².
S'hi troben llogarets com els de Lompka, Puiga, Palometsa o Raiste.